# Іванковці (Північна Македонія)
Іва́нковці (мак. Иванковци) — село у Північній Македонії, входить до складу общини Велес Вардарського регіону.
Населення — 857 осіб (перепис 2002) в 291 господарстві.